# فرد سميث (لاعب كرة قاعدة)
فرد سميث (بالإنجليزية: Fred Smith)‏ هو لاعب كرة قاعدة أمريكي، ولد في 25 مارس 1863 في بالتيمور في الولايات المتحدة، وتوفي في 9 يناير 1941 في شيكاغو في الولايات المتحدة.

## وصلات خارجية
- فرد سميث على موقعبيزبول رفرنس.كوم (الدوري الرئيسي) (الإنجليزية)